# Thommen
Pour les articles homonymes, voir Thommen (homonymie).
Thommen (Luxembourgeois: Tommen) est une section de la commune belge de Burg-Reuland située en Communauté germanophone et en Région wallonne dans la province de Liège.
C'était une commune à part entière avant la fusion des communes de 1977.

## Évolution démographique
- Sources : INS, Rem. : 1930 jusqu'en 1970 = recensements, 1976 = nombre d'habitants au 31 décembre.

## Histoire
Au cours de la Seconde Guerre mondiale, le 10 mai 1940, jour du déclenchement de la campagne des 18 jours, Thommen est prise par les Allemands de la 7e Panzerdivision, qui a pour objectif de traverser la Meuse au niveau de Dinant.

## Curiosités
- L’église Saint-Remacle